# Saint-Cyr (Haute-Vienne)
Saint-Cyr é uma comuna francesa na região administrativa da Nova Aquitânia, no departamento de Alto Vienne. Estende-se por uma área de 21,3 km². Em 2010 a comuna tinha 695 habitantes (densidade: 32,6 hab./km²).